# Büyükorhan
Büyükorhan là một huyện thuộc tỉnh Bursa, Thổ Nhĩ Kỳ. Huyện có diện tích 520 km² và dân số thời điểm năm 2007 là 14199 người, mật độ 27 người/km².